# Gran Premio del Brasile
Il Gran Premio del Brasile (Grande Prêmio do Brasil) è stata una gara automobilistica valida per il campionato del mondo di Formula 1 che si è svolta dal 1973 al 2019 (l'anno precedente, nel 1972, si svolse un Gran Premio di Formula 1 non valido per il mondiale, vinto da Carlos Reutemann). È stata spesso posta come una delle prime o ultime gare della stagione per sfruttare l'estate australe.

## Storia
Dopo le prime edizioni sul circuito di Interlagos alla periferia di San Paolo, la corsa si è spostata per quasi tutti gli anni'80 sul circuito di Jacarepaguá vicino a Rio de Janeiro per poi ritornare a Interlagos, recentemente ridisegnato. Nel 2004 la corsa è stata spostata da aprile a ottobre per evitare il rischio di pioggia torrenziale che ha segnato nell'ultima edizione, mentre per il 2006 si pensò a uno slittamento a novembre, per facilitare un calendario del campionato sempre più denso di gare.
Il 25 settembre 2005 per la prima volta un titolo mondiale piloti è stato assegnato matematicamente durante il Gran Premio del Brasile, con la vittoria di Fernando Alonso su Renault, giunto terzo nella gara vinta da Juan Pablo Montoya.
Stessa situazione accade l'anno dopo, con Alonso che difende il vantaggio accumulato su Michael Schumacher e bissa il titolo, mentre la gara è vinta da Felipe Massa.
Il 21 ottobre 2007 per la terza volta il titolo mondiale piloti è stato assegnato ad Intelagos. Kimi Räikkönen su Ferrari vince la gara e grazie al secondo posto del compagno Felipe Massa, al terzo posto di Fernando Alonso su McLaren-Mercedes e soprattutto al settimo posto di Lewis Hamilton sempre su McLaren-Mercedes riesce a recuperare i 7 punti di distacco da quest'ultimo, conquistando il titolo iridato con 1 solo punto di scarto dalla coppia McLaren-Mercedes.
A novembre 2008, altra gara decisiva. Gli ultimi giri sono rocamboleschi: verso la fine della gara cade una forte pioggia e tutte le auto tranne le Toyota cambiano gomme. A 3 giri dalla fine Sebastian Vettel si porta al quarto posto, favorendo indirettamente Massa, che vincendo e sperando che Hamilton non arrivi almeno quinto può aggiudicarsi il Mondiale, ma a 3 curve dalla fine della stagione il britannico sorpassa Timo Glock, che non aveva cambiato gomme, e strappa il titolo al brasiliano. Anche nel 2009 venne assegnato il titolo piloti, a Jenson Button, mentre nel 2010 venne assegnato quello costruttori, alla Red Bull Racing. 
Il Gran Premio previsto per la stagione 2020 viene annullato a causa della pandemia di COVID-19. A partire dalla stagione 2021 l'evento cambia denominazione e il circuito di Interlagos ospita il Gran Premio di San Paolo.
Il Gran Premio del Brasile è stato anche presente nei calendari Formula Libre dal 1928 fino alla metà degli anni '50, e si è svolto nel circuito di Interlagos.

## Albo d'oro
Le edizioni indicate con sfondo rosa non appartenevano ad alcun campionato.
| Anno | Circuito      | Pilota               | Vettura             | Resoconto     |
| ---- | ------------- | -------------------- | ------------------- | ------------- |
| 1972 | Interlagos    | Carlos Reutemann     | Brabham-Ford        | Resoconto     |
| 1973 | Interlagos    | Emerson Fittipaldi   | Lotus-Ford          | Resoconto     |
| 1974 | Interlagos    | Emerson Fittipaldi   | McLaren-Ford        | Resoconto     |
| 1975 | Interlagos    | Carlos Pace          | Brabham-Ford        | Resoconto     |
| 1976 | Interlagos    | Niki Lauda           | Ferrari             | Resoconto     |
| 1977 | Interlagos    | Carlos Reutemann     | Ferrari             | Resoconto     |
| 1978 | Jacarepaguá   | Carlos Reutemann     | Ferrari             | Resoconto     |
| 1979 | Interlagos    | Jacques Laffite      | Ligier-Ford         | Resoconto     |
| 1980 | Interlagos    | René Arnoux          | Renault             | Resoconto     |
| 1981 | Jacarepaguá   | Carlos Reutemann     | Williams-Ford       | Resoconto     |
| 1982 | Jacarepaguá   | Alain Prost          | Renault             | Resoconto     |
| 1983 | Jacarepaguá   | Nelson Piquet        | Brabham-BMW         | Resoconto     |
| 1984 | Jacarepaguá   | Alain Prost          | McLaren-TAG Porsche | Resoconto     |
| 1985 | Jacarepaguá   | Alain Prost          | McLaren-TAG Porsche | Resoconto     |
| 1986 | Jacarepaguá   | Nelson Piquet        | Williams-Honda      | Resoconto     |
| 1987 | Jacarepaguá   | Alain Prost          | McLaren-TAG Porsche | Resoconto     |
| 1988 | Jacarepaguá   | Alain Prost          | McLaren-Honda       | Resoconto     |
| 1989 | Jacarepaguá   | Nigel Mansell        | Ferrari             | Resoconto     |
| 1990 | Interlagos    | Alain Prost          | Ferrari             | Resoconto     |
| 1991 | Interlagos    | Ayrton Senna         | McLaren-Honda       | Resoconto     |
| 1992 | Interlagos    | Nigel Mansell        | Williams-Renault    | Resoconto     |
| 1993 | Interlagos    | Ayrton Senna         | McLaren-Ford        | Resoconto     |
| 1994 | Interlagos    | Michael Schumacher   | Benetton-Ford       | Resoconto     |
| 1995 | Interlagos    | Michael Schumacher   | Benetton-Renault    | Resoconto     |
| 1996 | Interlagos    | Damon Hill           | Williams-Renault    | Resoconto     |
| 1997 | Interlagos    | Jacques Villeneuve   | Williams-Renault    | Resoconto     |
| 1998 | Interlagos    | Mika Häkkinen        | McLaren-Mercedes    | Resoconto     |
| 1999 | Interlagos    | Mika Häkkinen        | McLaren-Mercedes    | Resoconto     |
| 2000 | Interlagos    | Michael Schumacher   | Ferrari             | Resoconto     |
| 2001 | Interlagos    | David Coulthard      | McLaren-Mercedes    | Resoconto     |
| 2002 | Interlagos    | Michael Schumacher   | Ferrari             | Resoconto     |
| 2003 | Interlagos    | Giancarlo Fisichella | Jordan-Ford         | Resoconto     |
| 2004 | Interlagos    | Juan Pablo Montoya   | Williams-BMW        | Resoconto     |
| 2005 | Interlagos    | Juan Pablo Montoya   | McLaren-Mercedes    | Resoconto     |
| 2006 | Interlagos    | Felipe Massa         | Ferrari             | Resoconto     |
| 2007 | Interlagos    | Kimi Räikkönen       | Ferrari             | Resoconto     |
| 2008 | Interlagos    | Felipe Massa         | Ferrari             | Resoconto     |
| 2009 | Interlagos    | Mark Webber          | RBR-Renault         | Resoconto     |
| 2010 | Interlagos    | Sebastian Vettel     | RBR-Renault         | Resoconto     |
| 2011 | Interlagos    | Mark Webber          | RBR-Renault         | Resoconto     |
| 2012 | Interlagos    | Jenson Button        | McLaren-Mercedes    | Resoconto     |
| 2013 | Interlagos    | Sebastian Vettel     | RBR-Renault         | Resoconto     |
| 2014 | Interlagos    | Nico Rosberg         | Mercedes            | Resoconto     |
| 2015 | Interlagos    | Nico Rosberg         | Mercedes            | Resoconto     |
| 2016 | Interlagos    | Lewis Hamilton       | Mercedes            | Resoconto     |
| 2017 | Interlagos    | Sebastian Vettel     | Ferrari             | Resoconto     |
| 2018 | Interlagos    | Lewis Hamilton       | Mercedes            | Resoconto     |
| 2019 | Interlagos    | Max Verstappen       | Red Bull-Honda      | Resoconto     |
| 2020 | Non disputato | Non disputato        | Non disputato       | Non disputato |

## Statistiche
Le statistiche si riferiscono alle sole edizioni valide per il campionato del mondo di Formula 1 e sono aggiornate al Gran Premio del Brasile 2019.

### Vittorie per pilota
| Pos. | Pilota             | Vittorie |
| ---- | ------------------ | -------- |
| 1    | Alain Prost        | 6        |
| 2    | Michael Schumacher | 4        |
| 3    | Carlos Reutemann   | 3        |
| =    | Sebastian Vettel   | 3        |
| 5    | Emerson Fittipaldi | 2        |
| =    | Nelson Piquet      | 2        |
| =    | Nigel Mansell      | 2        |
| =    | Ayrton Senna       | 2        |
| =    | Mika Häkkinen      | 2        |
| =    | Juan Pablo Montoya | 2        |
| =    | Felipe Massa       | 2        |
| =    | Mark Webber        | 2        |
| =    | Nico Rosberg       | 2        |
| =    | Lewis Hamilton     | 2        |

### Vittorie per costruttore
| Pos. | Costruttore | Vittorie |
| ---- | ----------- | -------- |
| 1    | McLaren     | 12       |
| 2    | Ferrari     | 11       |
| 3    | Williams    | 6        |
| 4    | Red Bull    | 5        |
| 5    | Mercedes    | 4        |
| 6    | Brabham     | 2        |
| =    | Renault     | 2        |
| =    | Benetton    | 2        |
| 9    | Lotus       | 1        |
| =    | Ligier      | 1        |
| =    | Jordan      | 1        |

### Vittorie per motore
| Pos. | Motore        | Vittorie |
| ---- | ------------- | -------- |
| 1    | Ferrari       | 11       |
| 2    | Renault       | 10       |
| 3    | Mercedes      | 9        |
| 4    | Ford-Cosworth | 8        |
| 5    | Honda         | 4        |
| 6    | TAG Porsche   | 3        |
| 7    | BMW           | 2        |

### Pole position per pilota
| Pos. | Pilota             | Pole |
| ---- | ------------------ | ---- |
| 1    | Ayrton Senna       | 6    |
| 2    | Mika Häkkinen      | 3    |
| =    | Rubens Barrichello | 3    |
| =    | Felipe Massa       | 3    |
| =    | Lewis Hamilton     | 3    |
| 6    | Ronnie Peterson    | 2    |
| =    | James Hunt         | 2    |
| =    | Alain Prost        | 2    |
| =    | Nigel Mansell      | 2    |
| =    | Damon Hill         | 2    |
| =    | Sebastian Vettel   | 2    |
| =    | Nico Rosberg       | 2    |

### Pole position per costruttore
| Pos. | Costruttore | Pole |
| ---- | ----------- | ---- |
| 1    | McLaren     | 11   |
| 2    | Williams    | 10   |
| 3    | Ferrari     | 7    |
| 4    | Mercedes    | 5    |
| 5    | Lotus       | 4    |
| 6    | Renault     | 3    |
| =    | Red Bull    | 3    |
| 8    | Shadow      | 1    |
| =    | Ligier      | 1    |
| =    | Brabham     | 1    |
| =    | Brawn       | 1    |

### Pole position per motore
| Pos. | Motore        | Pole |
| ---- | ------------- | ---- |
| 1    | Renault       | 13   |
| 2    | Mercedes      | 10   |
| 3    | Ford-Cosworth | 9    |
| 4    | Ferrari       | 7    |
| 5    | Honda         | 6    |
| 6    | BMW           | 1    |
| =    | Cosworth      | 1    |

### Giri veloci per pilota
| Pos. | Pilota             | GPV |
| ---- | ------------------ | --- |
| 1    | Michael Schumacher | 5   |
| 2    | Lewis Hamilton     | 4   |
| 3    | Alain Prost        | 3   |
| =    | Nelson Piquet      | 3   |
| =    | Mark Webber        | 3   |
| 6    | Jean-Pierre Jarier | 2   |
| =    | Gerhard Berger     | 2   |
| =    | Riccardo Patrese   | 2   |
| =    | Mika Häkkinen      | 2   |
| =    | Juan Pablo Montoya | 2   |
| =    | Kimi Räikkönen     | 2   |
| =    | Max Verstappen     | 2   |
| =    | Valtteri Bottas    | 2   |

### Giri veloci per costruttore
| Pos. | Costruttore | GPV |
| ---- | ----------- | --- |
| 1    | McLaren     | 10  |
| =    | Williams    | 10  |
| 3    | Ferrari     | 8   |
| 4    | Red Bull    | 5   |
| 5    | Mercedes    | 4   |
| 6    | Benetton    | 3   |
| 7    | Shadow      | 2   |
| =    | Renault     | 2   |
| 9    | Lotus       | 1   |
| =    | Ligier      | 1   |
| =    | Ensign      | 1   |
| =    | Brabham     | 1   |

### Giri veloci per motore
| Pos. | Motore        | GPV |
| ---- | ------------- | --- |
| 1    | Renault       | 11  |
| 2    | Mercedes      | 9   |
| 3    | Ford-Cosworth | 8   |
| =    | Ferrari       | 8   |
| 5    | BMW           | 4   |
| 6    | Honda         | 3   |
| 7    | TAG Porsche   | 2   |
| =    | Tag Heuer     | 2   |

### Podi per pilota
| Pos. | Pilota             | Podi |
| ---- | ------------------ | ---- |
| 1    | Michael Schumacher | 10   |
| 2    | Fernando Alonso    | 8    |
| 3    | Alain Prost        | 7    |
| =    | Kimi Räikkönen     | 7    |
| 6    | Gerhard Berger     | 5    |
| =    | Felipe Massa       | 5    |
| =    | Lewis Hamilton     | 5    |
| =    | Sebastian Vettel   | 5    |
| 9    | Emerson Fittipaldi | 4    |
| =    | Niki Lauda         | 4    |
| =    | Carlos Reutemann   | 4    |
| =    | Nelson Piquet      | 4    |
| =    | Ayrton Senna       | 4    |
| =    | David Coulthard    | 4    |
| =    | Mark Webber        | 4    |

### Podi per costruttore
| Pos. | Costruttore | Podi |
| ---- | ----------- | ---- |
| 1    | McLaren     | 32   |
| 2    | Ferrari     | 31   |
| 3    | Williams    | 17   |
| 4    | Red Bull    | 10   |
| 5    | Lotus       | 9    |
| 6    | Mercedes    | 8    |
| 7    | Benetton    | 7    |
| 8    | Renault     | 6    |
| 9    | Brabham     | 3    |
| =    | Ligier      | 3    |
| =    | Jordan      | 3    |
| 12   | Tyrrell     | 2    |

### Podi per motore
| Pos. | Motore        | Podi |
| ---- | ------------- | ---- |
| 1    | Ferrari       | 31   |
| 2    | Renault       | 29   |
| 3    | Ford-Cosworth | 28   |
| 4    | Mercedes      | 22   |
| 5    | Honda         | 13   |
| 6    | BMW           | 4    |
| =    | TAG Porsche   | 4    |
| 8    | Mugen Honda   | 3    |
| 9    | Tag Heuer     | 2    |
| 10   | Alfa Romeo    | 1    |
| =    | Judd          | 1    |
| =    | Playlife      | 1    |
| =    | Petronas      | 1    |

### Punti per pilota
| Pos. | Pilota             | Punti |
| ---- | ------------------ | ----- |
| 1    | Sebastian Vettel   | 154   |
| 2    | Lewis Hamilton     | 130   |
| 3    | Fernando Alonso    | 112   |
| 4    | Kimi Räikkönen     | 108   |
| 5    | Nico Rosberg       | 97    |
| 6    | Michael Schumacher | 94    |
| 7    | Jenson Button      | 90    |
| 8    | Mark Webber        | 83    |
| 9    | Felipe Massa       | 81    |
| 10   | Max Verstappen     | 70    |

### Punti per costruttore
| Pos. | Costruttore | Punti |
| ---- | ----------- | ----- |
| 1    | Ferrari     | 430   |
| 2    | McLaren     | 358   |
| 3    | Red Bull    | 272   |
| 4    | Mercedes    | 238   |
| 5    | Williams    | 179   |
| 6    | Renault     | 78    |
| 7    | Lotus       | 64    |
| 8    | Benetton    | 62    |
| 9    | Force India | 55    |
| 10   | Toro Rosso  | 41    |

### Punti per motore
| Pos. | Motore        | Punti |
| ---- | ------------- | ----- |
| 1    | Mercedes      | 546   |
| 2    | Ferrari       | 495   |
| 3    | Renault       | 392   |
| 4    | Ford-Cosworth | 237   |
| 5    | Honda         | 136   |
| 6    | Tag Heuer     | 67    |
| 7    | BMW           | 52    |
| 8    | TAG Porsche   | 31    |
| 9    | Mugen Honda   | 17    |
| 10   | Toyota        | 12    |